# Байбаева, Екатерина Николаевна
Екатери́на Никола́евна Байба́ева (род. 29 сентября 1991, Йошкар-Ола, Марийская ССР) — российская артистка балета. Ведущая солистка, прима-балерина Марийского государственного академического театра оперы и балета имени Эрика Сапаева. Заслуженная артистка Республики Марий Эл (2018). Лауреат Государственной молодёжной премии Марий Эл в области литературы, культуры и искусства имени Олыка Ипая (2016) и Национальной театральной премии имени Йывана Кырли (2015).

## Биография
Родилась 29 сентября 1991 года в  Йошкар-Оле. В 2009 году окончила отделение «Хореографическое искусство» Марийского колледжа культуры и искусств им. И. С. Палантая. Ещё во время учёбы в 2007 году принята в балетную труппу Марийского театра оперы и балета им. Э. Сапаева, где спустя несколько лет стала ведущей солисткой, затем — примой-балериной. В 2015 году окончила Институт культуры и межкультурной коммуникации Марийского государственного университета.
В 19 лет исполняла партию Феи в балете «Золушка» С. Прокофьева, партию Феи Сирени в «Спящей красавице» П. Чайковского, Мирты в балете «Жизель» А. Адана, главную партию Жени в юношеском балете «Цветик-семицветик» на музыку Е. Крылатова. Известны её партии в балетах «Дон Кихот» Л. Минкуса (Уличная танцовщица, Повелительница дриад), «Тщетной предосторожности» П. Гертеля (Подруга Лизы, Лиза), в «Щелкунчике» и «Лебедином озере» П. Чайковского (Коломбина и Мазурка, Венгерский танец). На сегодняшний день на счету балерины все главные партии в балетах: Эсмеральда («Эсмеральда» Ц. Пуни), Одетта-Одилия («Лебединое озеро» П. Чайковского), Китри («Дон Кихот» Л. Минкуса), Никия («Баядерка» Л. Минкуса), Мари («Щелкунчик» П. Чайковского), Кармен («Кармен» Ж. Бизе и Р. Щедрина), Эгина («Спартак» А. Хачатуряна), Шайви («Лесная легенда» А. Луппова).
Технику этой балерины отличают мягкие, выразительные руки, прыжки с раскрытием ног более чем на 180 градусов, пластичный корпус. Она скрупулёзно работает не только над техникой, но и над образом своих героинь, обладает музыкальностью, эмоциональностью, природным артистизмом.
С 2007 года в составе балетной труппы Марийского театра оперы и балета им. Э. Сапаева с гастролями побывала в Германии, Франции, Италии, Великобритании, Китае, Мексике, а также в Москве и различных городах России.
В 2018 году ей присвоено почётное звание «Заслуженная артистка Республики Марий Эл». В 2016 году она становится лауреатом Государственной молодёжной премии Марий Эл в области литературы, культуры и искусства имени Олыка Ипая, в 2015 году — лауреатом Национальной театральной премии имени Йывана Кырли. Является лауреатом и дипломантом ряда престижных конкурсов и фестивалей: II международного конкурса Юрия Григоровича «Молодой балет мира» в г. Сочи (2008), I Всероссийского конкурса артистов балета имени Галины Улановой (2008), конкурса артистов балета им. Е. Максимовой «Арабеск» (2014), Всероссийского фестиваля балетного искусства им. Г. Улановой (г. Йошкар-Ола), Международного конкурса Ю. Григоровича «Молодой балет мира» (серебряная медаль) (г. Сочи) (2016), Международного конкурса балета «Гран-при Сибири» (серебряная медаль) (г. Красноярск) (2016), XII Международного конкурса артистов балета и хореографов (бронзовая медаль) (г. Москва) (2016) и др..
В настоящее время[какое?] живёт и работает в г. Йошкар-Оле.

## Репертуар
Список основных ролей в балетах и балетных постановках:
- Л. Минкус «Баядерка» — Джампе, Па да Ксьон, Тени (соло), Гамзатти, Никия
- Л. Минкус «Дон Кихот» —Уличная танцовщица, Повелительница дриад, Китри
- А. Адан «Жизель» – Мирта
- С. Прокофьев «Золушка» — Модистка, Фея Лета, Фея (главная), Фея Осени, Золушка
- К. Орф «Кармина Бурана» — Она
- П. Чайковский «Лебединое озеро» — Невеста, Мазурка, Венгерский танец, Маленькие лебеди, Фрейлина (Па де труа), Одетта-Одилия
- А. Луппов «Лесная легенда» —  Шайви
- С. Прокофьев «Ромео и Джульетта» — Подруга Джульетты, Джульетта
- А. Хачатурян «Спартак — триумф Рима» — Эгина
- И. Штраус «И смех, и слёзы, и балет» — Мастер сцены
- П. Чайковский «Спящая красавица» — Фея Сирени
- П. Гертель «Тщетная предосторожность» — Подруга Лизы, Лиза
- Е. Крылатов «Цветик-семицветик» — Женя
- П. Чайковский «Щелкунчик» — Вальс цветов (солисты), Коломбина, Французская кукла, Маша
- Ц. Пуни «Эсмеральда» — Цыганка, Подруга Флер де Лис, Флер де Лис, Эсмеральда
- А. Адан «Корсар» — Вторая одалиска, Третья одалиска, Гюльнара, Медора
- Ф. Мендельсон «Сон в летнюю ночь» — Титания
- К. Хачатурян «Чиполлино» — Магнолия
- А. Глазунов «Раймонда» — Раймонда
- Ж. Бизе-Р. Щедрин «Кармен» —  Кармен
- Б. Асафьев «Бахчисарайский фонтан» — Зарема, любимая жена Гирея
- Р. Калимуллин «Белый лебедь» — Прасковья, бабушка Веры
- А. Шор «Хрустальный дворец» — Фея замёрзшего сада

## Звания и награды
- Заслуженная артистка Республики Марий Эл (2018)[2][3]
- Государственная молодёжная премия Марий Эл в области литературы, культуры и искусства имени Олыка Ипая (2016) — за создание образов в балетах «Сон в летнюю ночь», «Щелкунчик», «Лебединое озеро»[2][3]
- Национальная театральная премия имени Йывана Кырли (2015) — за исполнение партии Одетты-Одилии в балете «Лебединое озеро» П.И. Чайковского[2]
- Почётная грамота Правительства Республики Марий Эл (2015)[2]
- Почётная грамота Министерства культуры, печати и по делам национальностей Республики Марий Эл (2010)[2]